# Piko Spielwaren GmbH

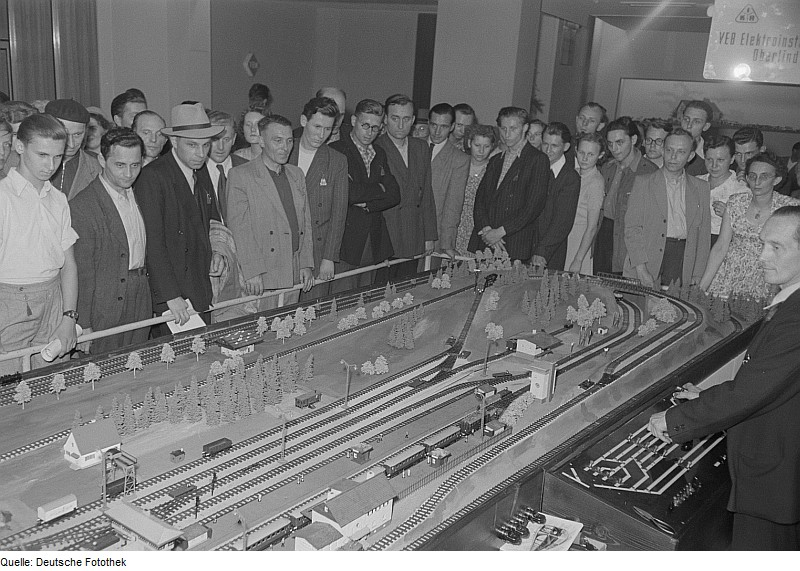
Besökare vid en Piko-anläggning vid VEB Elektroinstallation Oberlind 1953

Piko (Pionier Konstruktion) var som VEB Piko ett folkägt företag i Östtyskland som tillverkade modelljärnvägar. Idag heter bolaget Piko Spielwaren GmbH. 

## Bildgalleri

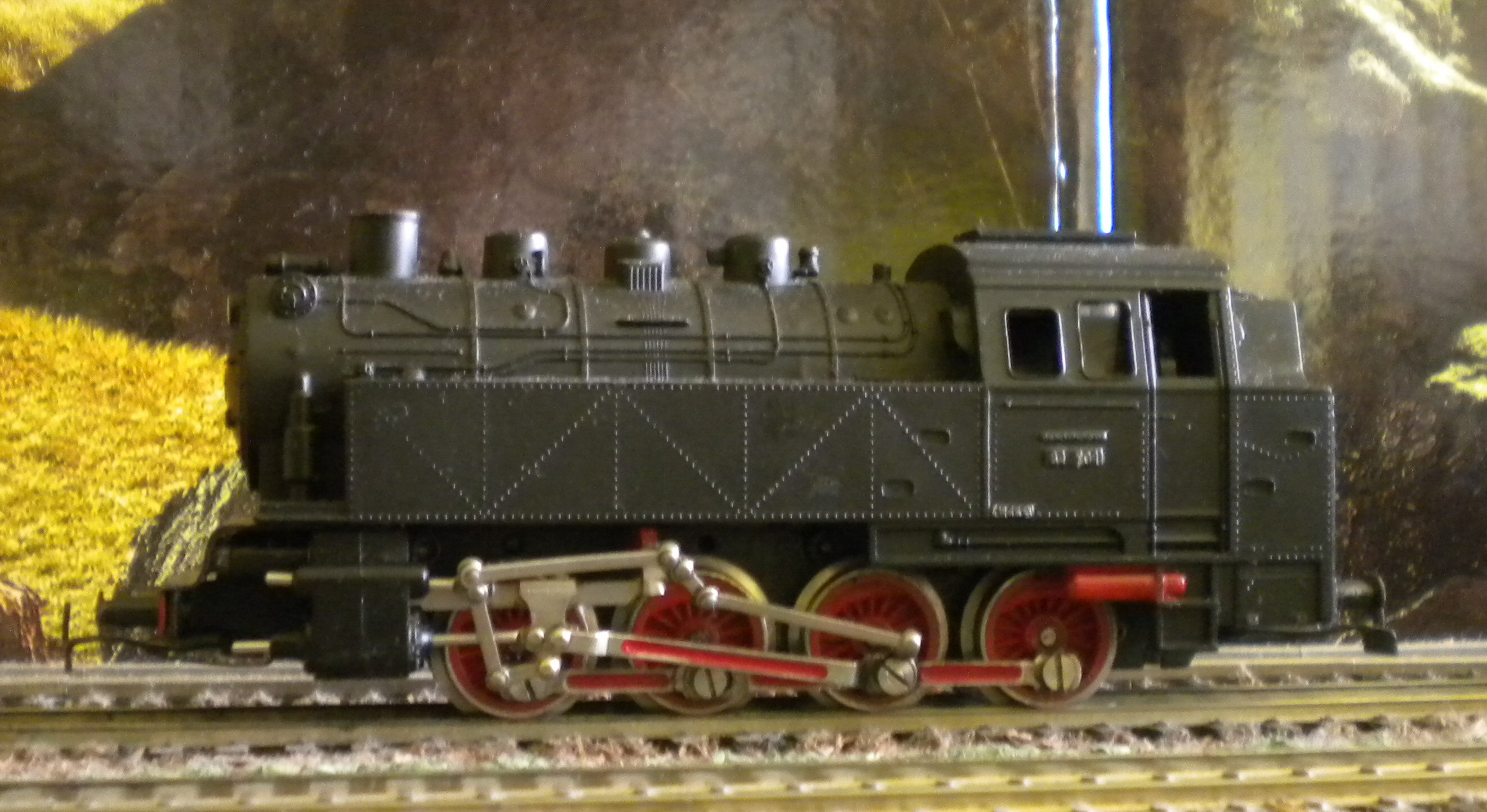
Tenderlok.
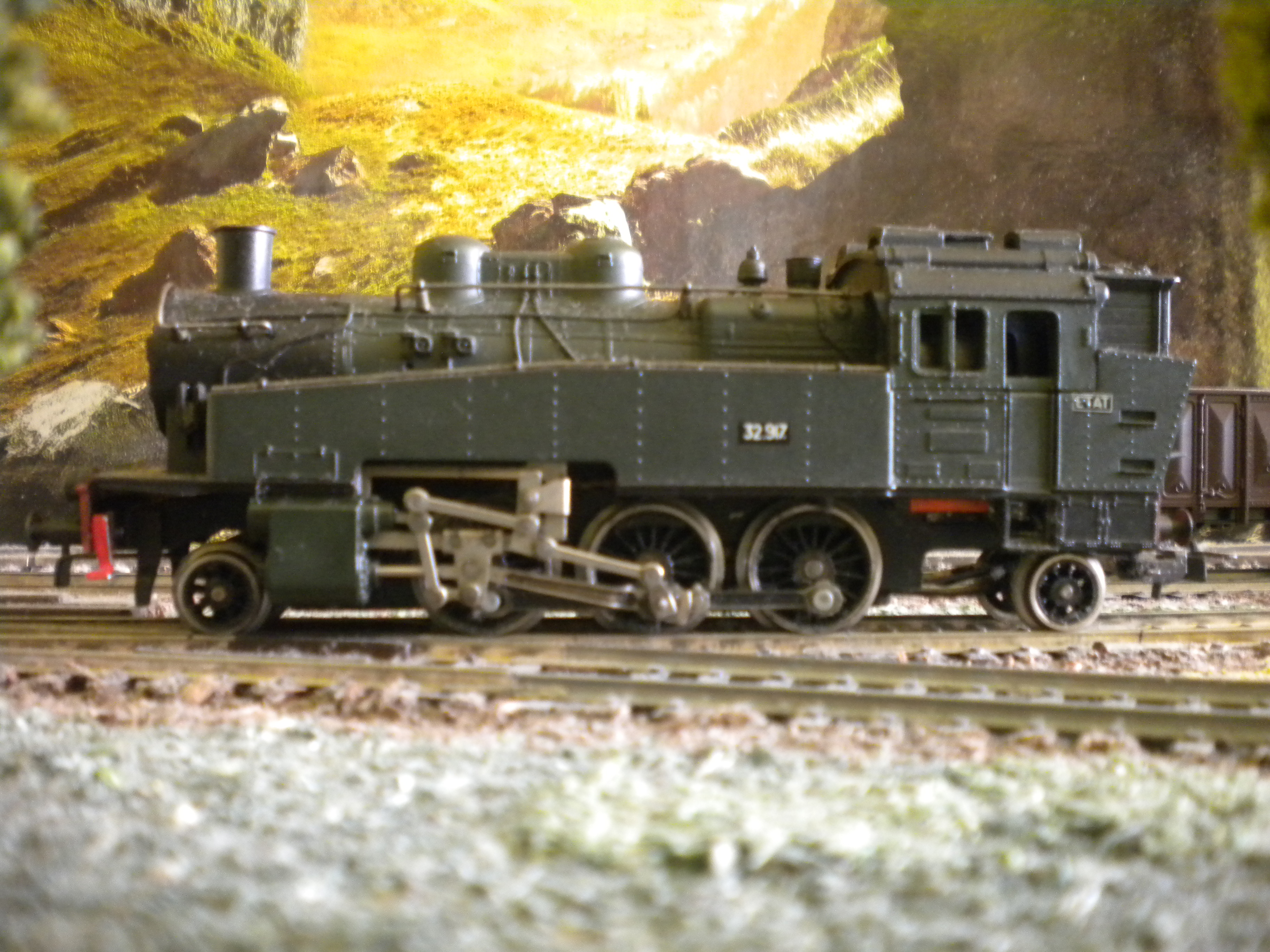
Tenderlok ETAT.
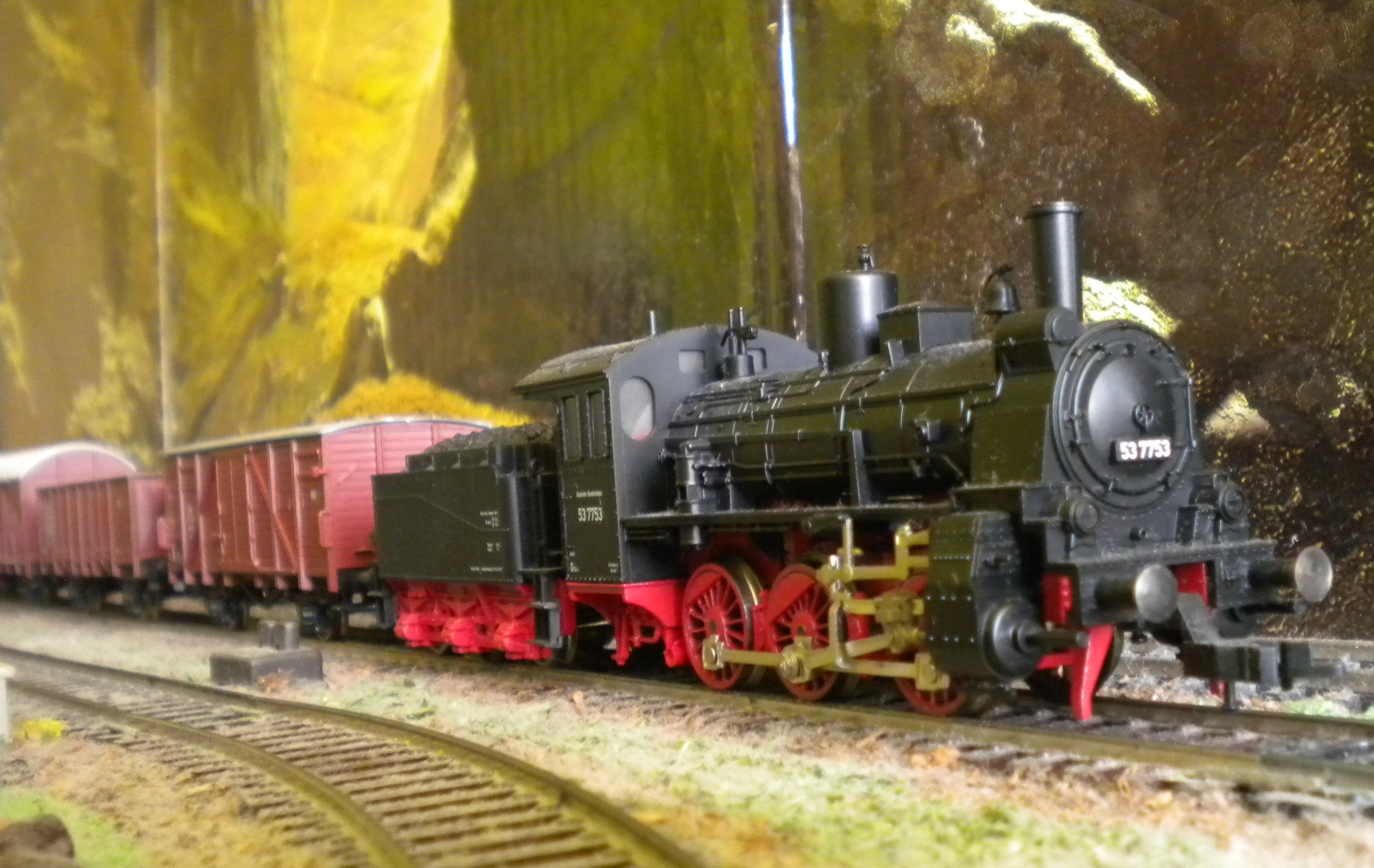
Ånglok G4.
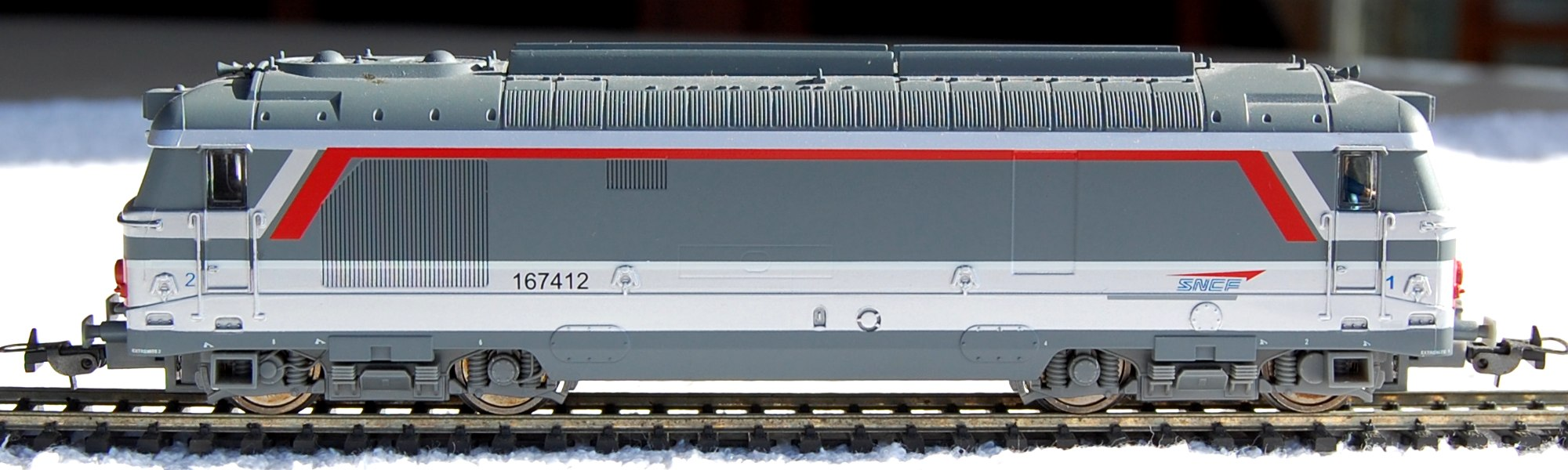
Diesellok BB 167400.
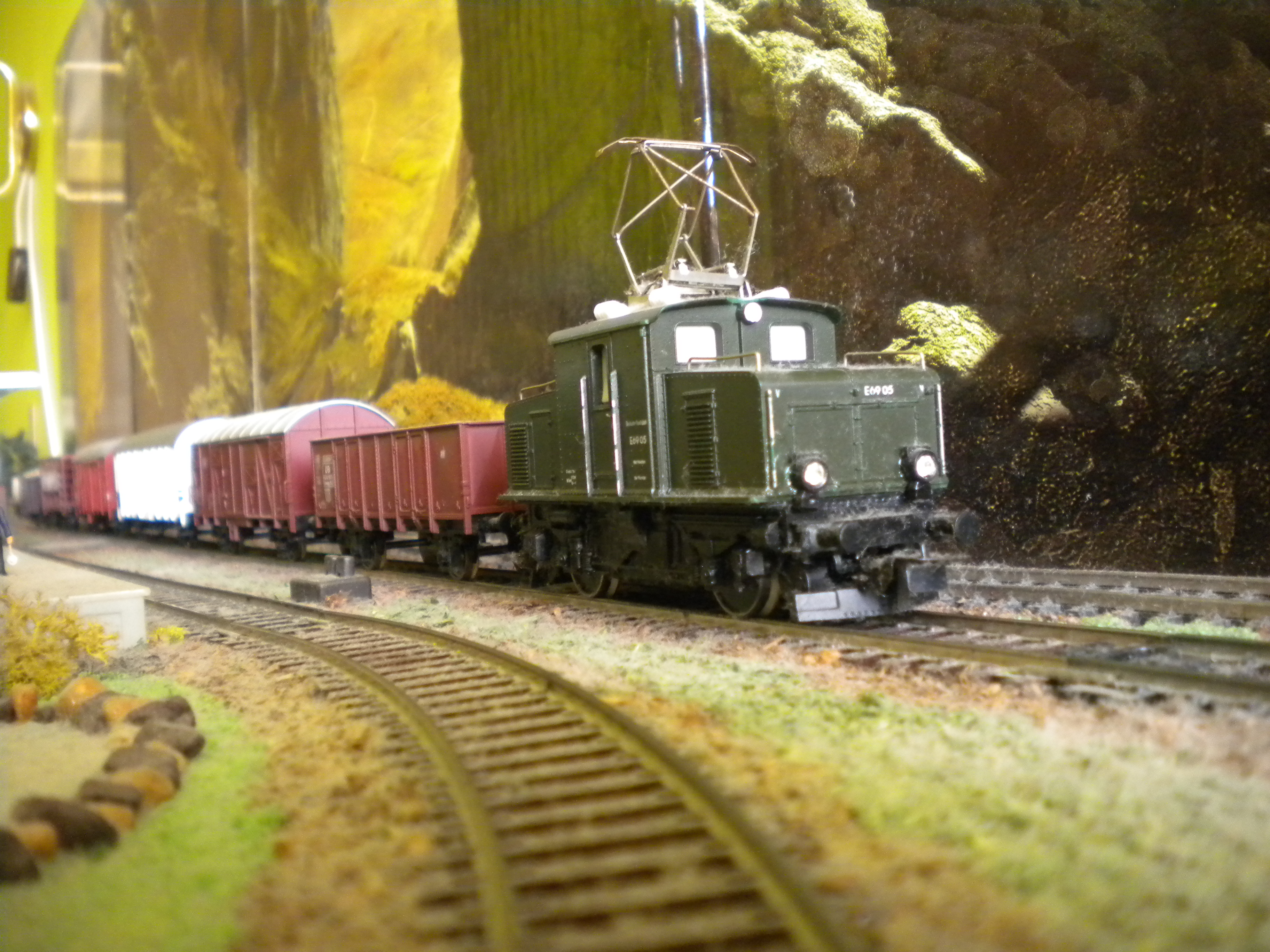
Ellok E69.